# Javánci
Javánci jsou etnická skupina žijící na Jávě, nejlidnatějším ostrově Indonésie. Početně se jedná o dominantní etnikum Jávy i celé Indonésie. Javánci jsou převážně muslimové, ale i buddhisté, hinduisté a křesťané.